# Stam1na
Stam1na是芬兰南卡累利阿区莱米的一支本土金属乐队，其主要音乐风格为前卫金属，同时受鞭击金属、死亡金属和另类金属影响。

## 乐队名称
乐队选择“1”取代“Stamina”（毅力）中的“I”使名称更为独特，在搜索引擎中更容易被搜到。

## 背景
乐队成立于1996年，安蒂·徐吕宁（Antti Hyyrynen）担任主唱和吉他手，佩卡·奥尔科宁（Pekka Olkkonen）担任主吉他手，泰波·韦林（Teppo Velin）为鼓手，至今三人依旧为乐队成员。贝斯手凯-佩卡·坎加斯迈基（Kai-Pekka Kangasmäki）于2005年11月加入乐队使阵容得以完整。
该专辑获得好评在芬兰获得一些奖项，2007年秋天与金属启示录乐队在德国进行巡演。2008年2月，乐队发行了迄今为止最成功的专辑《Raja》，第一周即登上芬兰专辑排行榜首位。